# Filodes tenuimarginalis
Filodes tenuimarginalis là một loài bướm đêm trong họ Crambidae.